# Tolentini
La iglesia de san Nicolò da Tolentino, normalmente conocida como los Tolentini, es un templo católico en Venecia, norte de Italia, sede de la orden de los teatinos en la ciudad.
Los teatinos llegaron a Venecia en 1527 después del Saco de Roma. La iglesia, dedicada a san Nicolás de Tolentino, fue comenzada en 1590 por Vincenzo Scamozzi y acabada finalmente en 1714. Es una gran iglesia con enormes pórticos corintios exentos, única de esta clase en Venecia, diseñados por Andrea Tirali.
Hoy en día es una parroquia dependiente del vicariado de San Polo-Santa Croce-Dorsoduro.

## Obras de arte
- Johann Liss: La visión de san Jerónimo (a la izquierda de la cancela; la imagen puede ser una copia).
- Giacomo Filippo Parodi: tumba del patriarca Francesco Morosini (m. 1678).
- Bernardo Strozzi: San Lorenzo dando limosna.

## Galería de imágenes

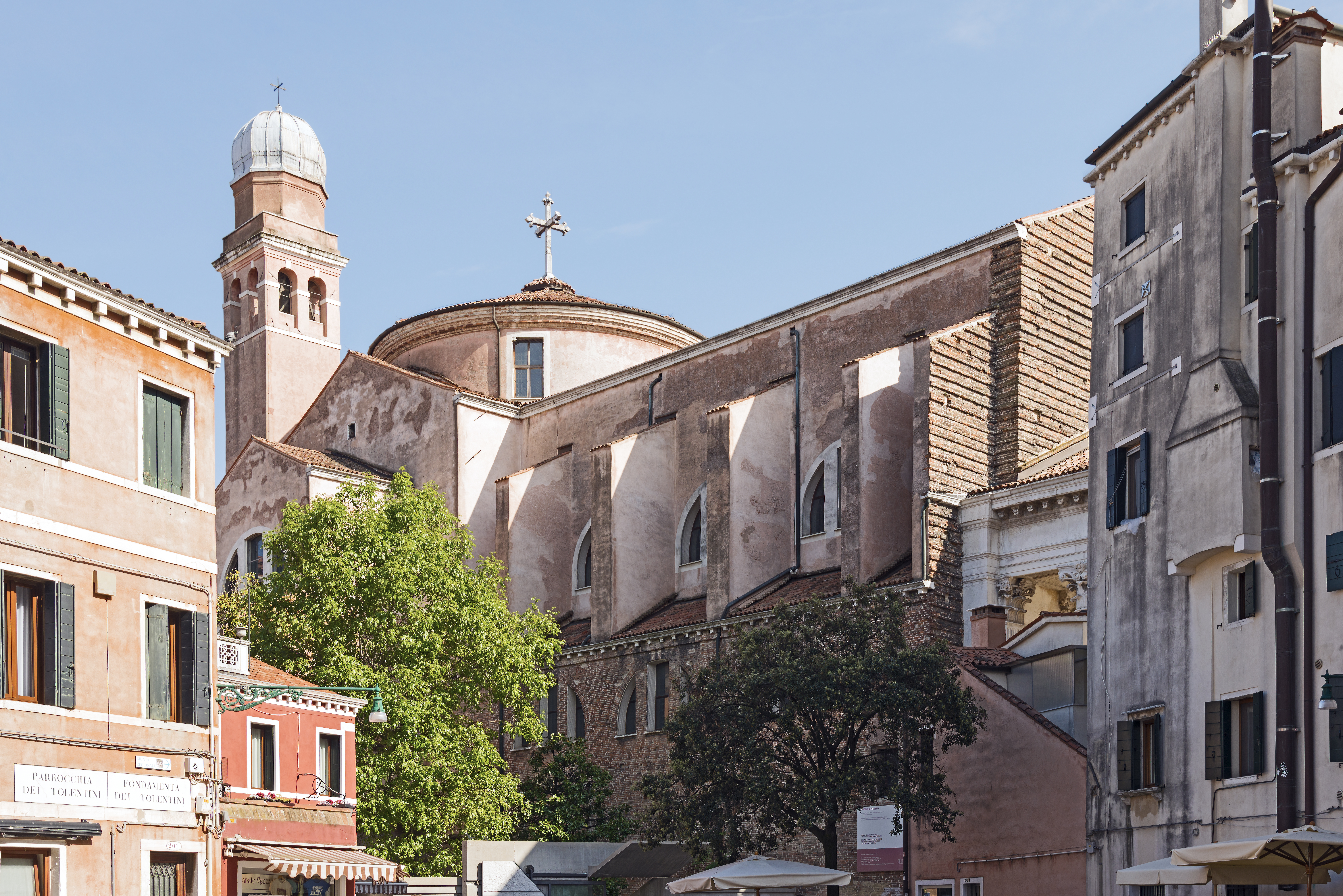
El lado norte de la iglesia y el campanile.
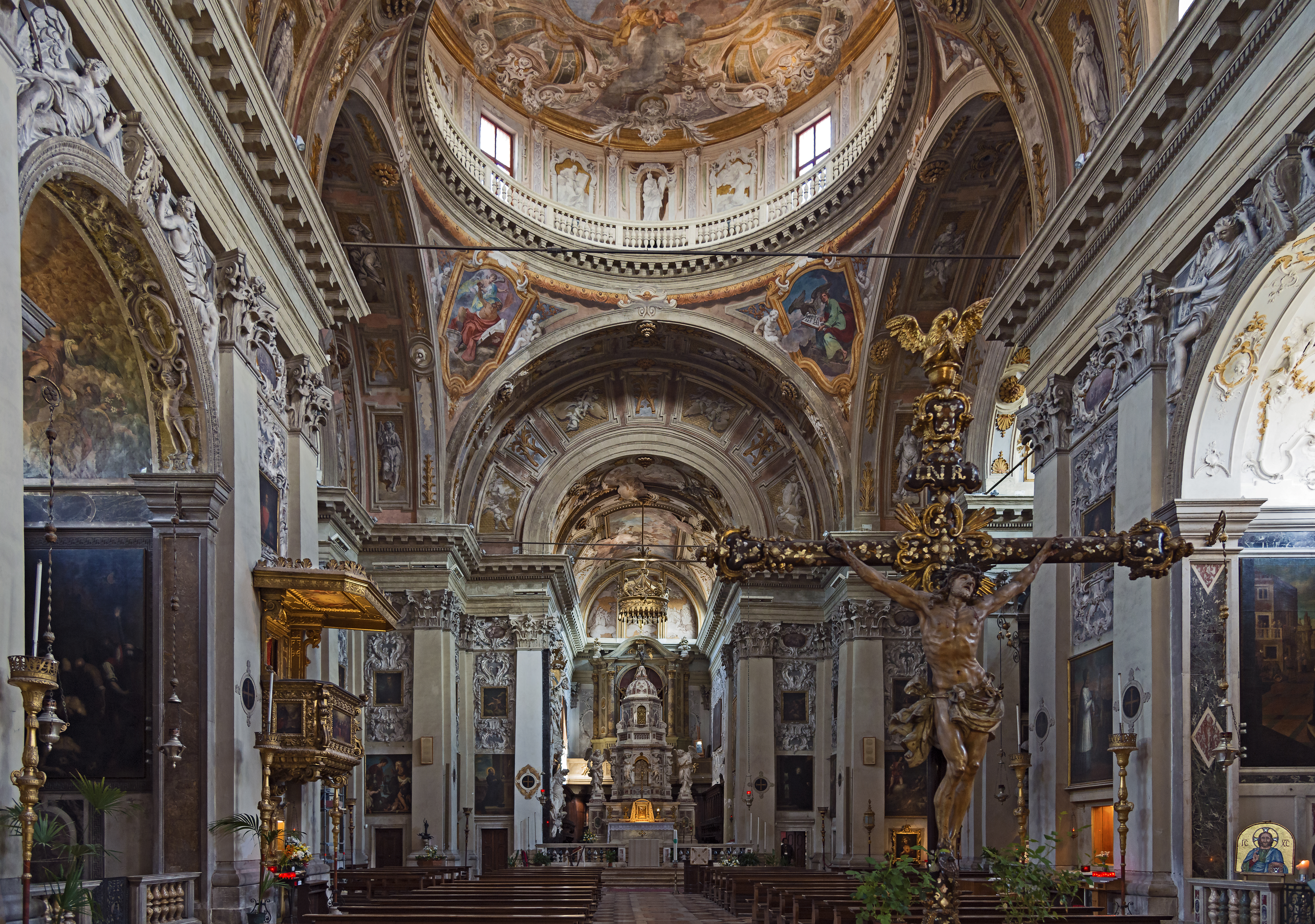
Vista general del interior.
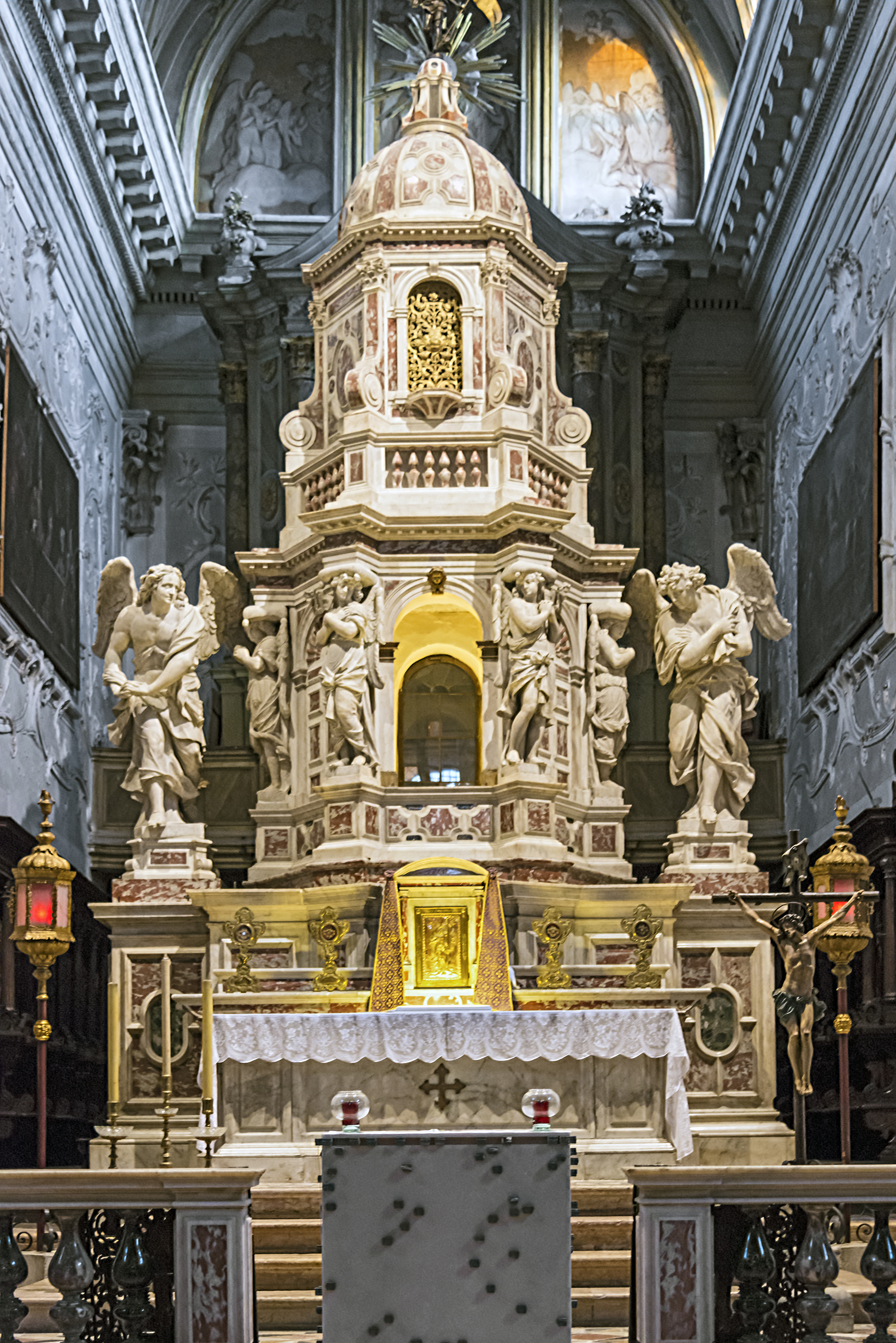
El altar alla romana.
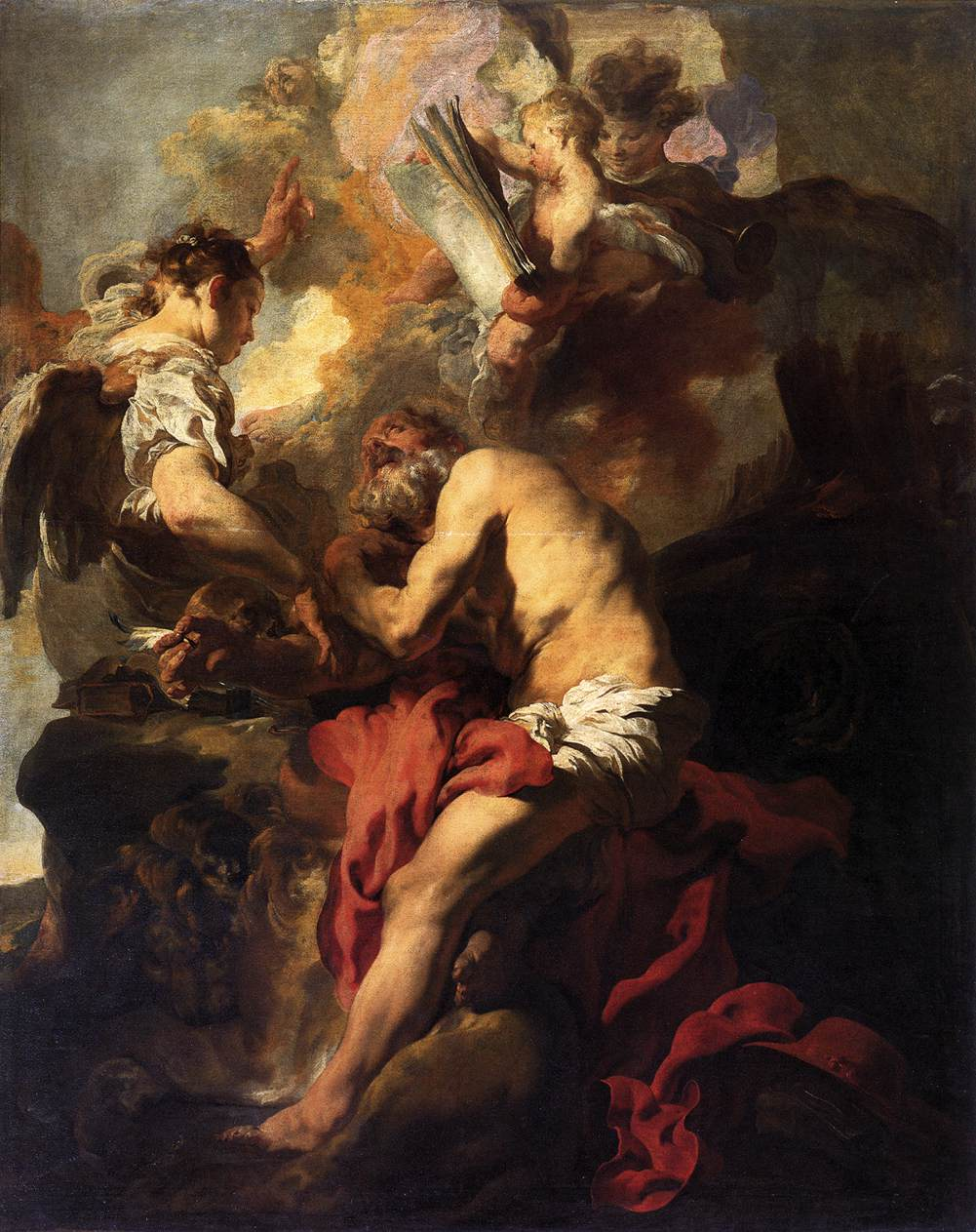
La visón de san Jerónimo, por Johan Liss.
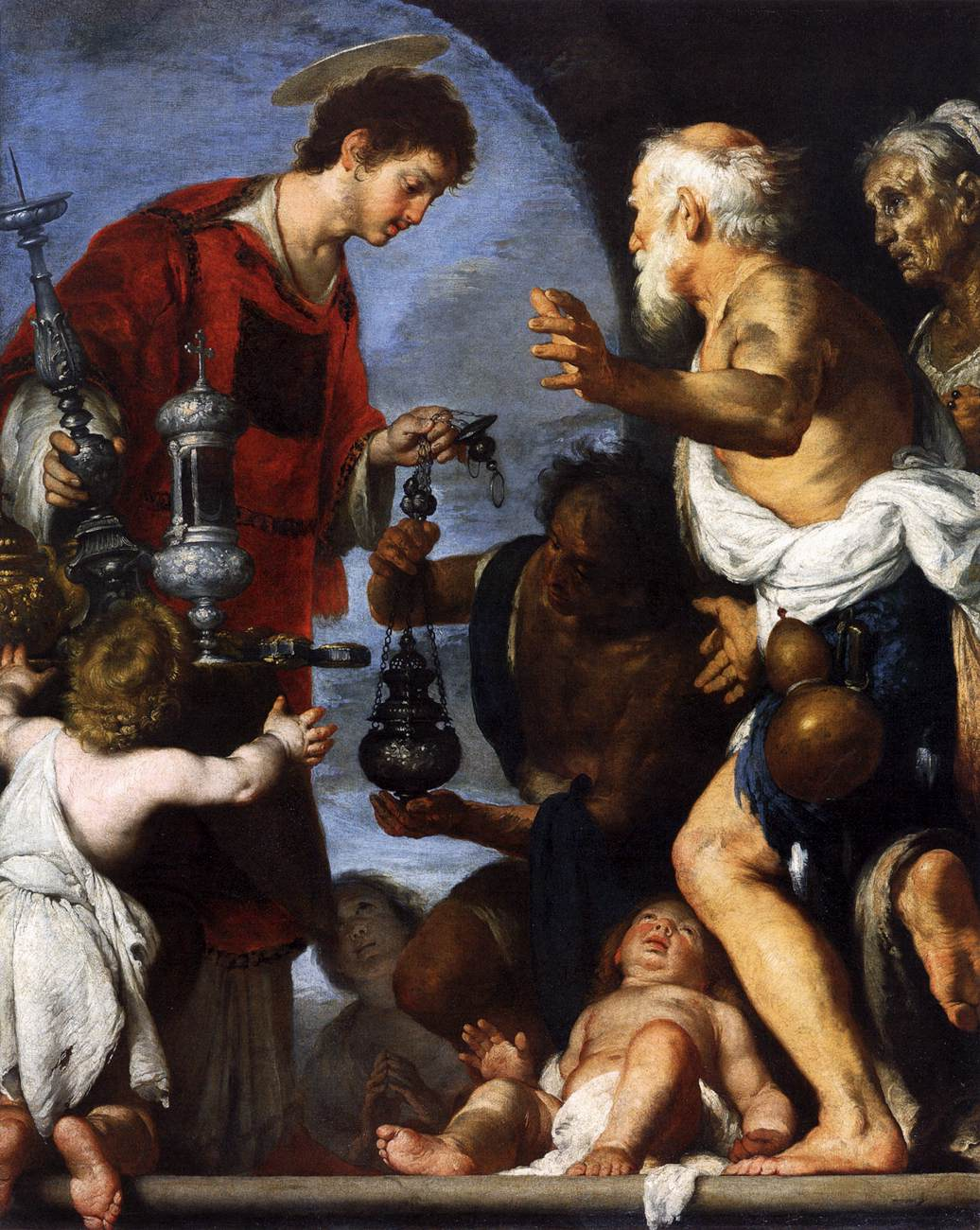
La caridad de san Lorenzo, por Bernardo Strozzi.